# Annie Jump Cannon

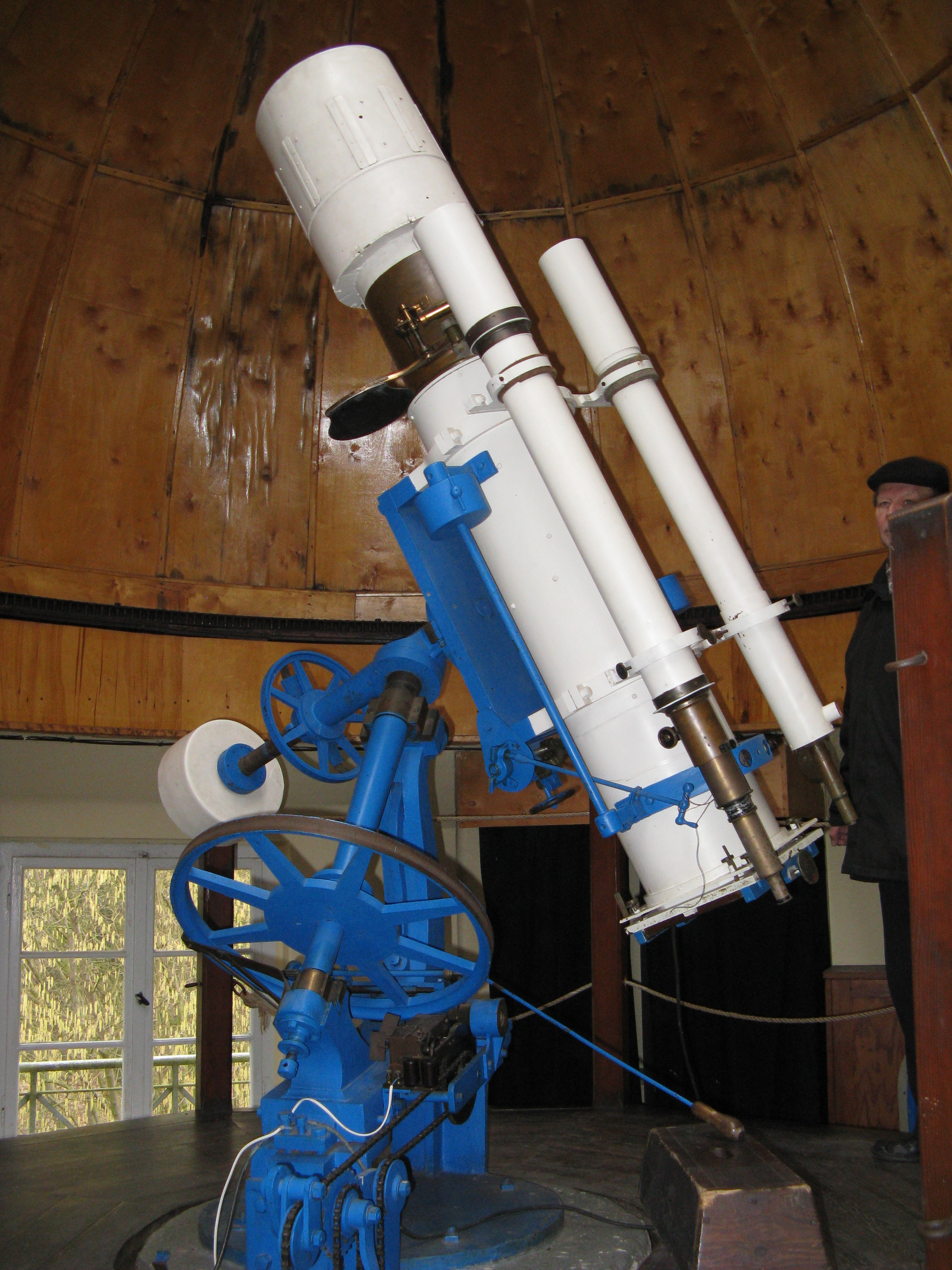
Astrograf Drapera używany przez Annie Cannon

Annie Jump Cannon (ur. 11 grudnia 1863 w Dover, USA, zm. 13 kwietnia 1941 w Cambridge, USA) – amerykańska astronom, jedna z twórców systemu klasyfikacji gwiazd według ich temperatur (zob. typ widmowy).

## Życiorys
Wychowała się w Dover w zamożnej rodzinie senatora; jej matka była astronomem amatorem. Annie wyróżniała się uzdolnieniami matematycznymi. W 1884 otrzymała dyplom magistra fizyki w Wellesley College, jednak jako kobiecie trudno jej było podjąć odpowiednią pracę i w 1892 wyjechała do Europy, aby fotografować zaćmienie Słońca. Dopiero po śmierci matki w 1893, zwróciła się do swojej byłej wykładowczyni fizyki i astronomii Sarah Frances Whiting w Wellesley College z prośbą o zatrudnienie. Otrzymała posadę asystentki i specjalizowała się w spektroskopii i fotografii.
W 1894 przeniosła się do Radcliffe College, co dawało jej dostęp do nowoczesnego obserwatorium na Uniwersytecie Harvarda. W 1896 została tam asystentką Edwarda C. Pickeringa. Była autorką uproszczonej i użytecznej klasyfikacji gwiazd, bazującej na temperaturze gwiazd. Poświęciła dekady, żeby sklasyfikować widma około ćwierć miliona gwiazd według opracowanego przez siebie systemu. Jej praca stanowiła fundamenty dla współczesnych systemów klasyfikacji i znajduje zastosowanie dla około 99% obserwowanych gwiazd. W 1907 otrzymała tytuł magistra w Wellesley College. Niejako w uznaniu naukowych dokonań Annie Jump powierzono na Uniwersytecie Harvarda funkcję Kuratora Fotografii Astronomicznej.
W latach 1918–1924 opublikowany został Katalog Henry’ego Drapera stworzony przez Annie Jump Cannon i jej współpracowników z obserwatorium Harvarda, pod nadzorem Edwarda Pickeringa. Pracowała również nad późniejszymi uzupełnieniami do tego katalogu. Odkryła wiele gwiazd zmiennych oraz 5 nowych.
Na jej cześć Amerykańskie Towarzystwo Astronomiczne przyznaje nagrodę dla wybitnych astronomek na wczesnym etapie kariery naukowej.

## Nagrody i odznaczenia
- 1925 – jako pierwsza kobieta została doktorem honoris causa Uniwersytetu Oksfordzkiego.
- 1929 – umieszczono ją na liście 12 największych żyjących kobiet amerykańskich.
- 1931 – otrzymała Medal Henry’ego Drapera.
- 1932 – otrzymała Ellen Richards Prize.
- jako pierwsza kobieta została wybrana oficerem Amerykańskiego Towarzystwa Astronomicznego.
- 1938 – otrzymała tytuł William Cranch Bond Astronomer na Uniwersytecie Harvarda.
- Krater Cannon na Księżycu został nazwany na jej cześć.
- Nazwa planetoidy (1120) Cannonia pochodzi od jej nazwiska.
- W 2019 roku System Rezerwy Federalnej wyemitował upamiętniającą Annie Jump Cannon monetę okolicznościową o nominale 1 dolara[4].